# Albiet
Het mineraal albiet is een natrium-aluminium-tectosilicaat met de chemische formule NaAlSi3O8. Het is een plagioklaas en behoort tot de veldspaten.

## Eigenschappen
Het witte, grijze of lichtblauwgroene albiet heeft een glasglans, een witte streepkleur, een perfecte splijting volgens kristalvlak [001] en een goede volgens [010]. De gemiddelde dichtheid is 2,62 en de hardheid is 7. Het kristalstelsel is triklien en het mineraal is noch radioactief, noch magnetisch.

## Naam
De naam van het mineraal albiet is afgeleid van het Latijnse albus, dat "wit" betekent.

## Voorkomen
Albiet is een zeer veel voorkomende veldspaat in metamorfe en stollingsgesteenten. Het komt met name voor in pegmatieten. Het is het natrium-eindlid van de plagioklaas-reeks (albiet-anorthiet) en van de kaliveldspaat-reeks (albiet-orthoklaas). De typelocaties voor albiet zijn aangewezen als Amelia in Virginia, VS en de Bourg d'Oisans en Isère in Frankrijk.